# 라브란의 딸 크리스틴

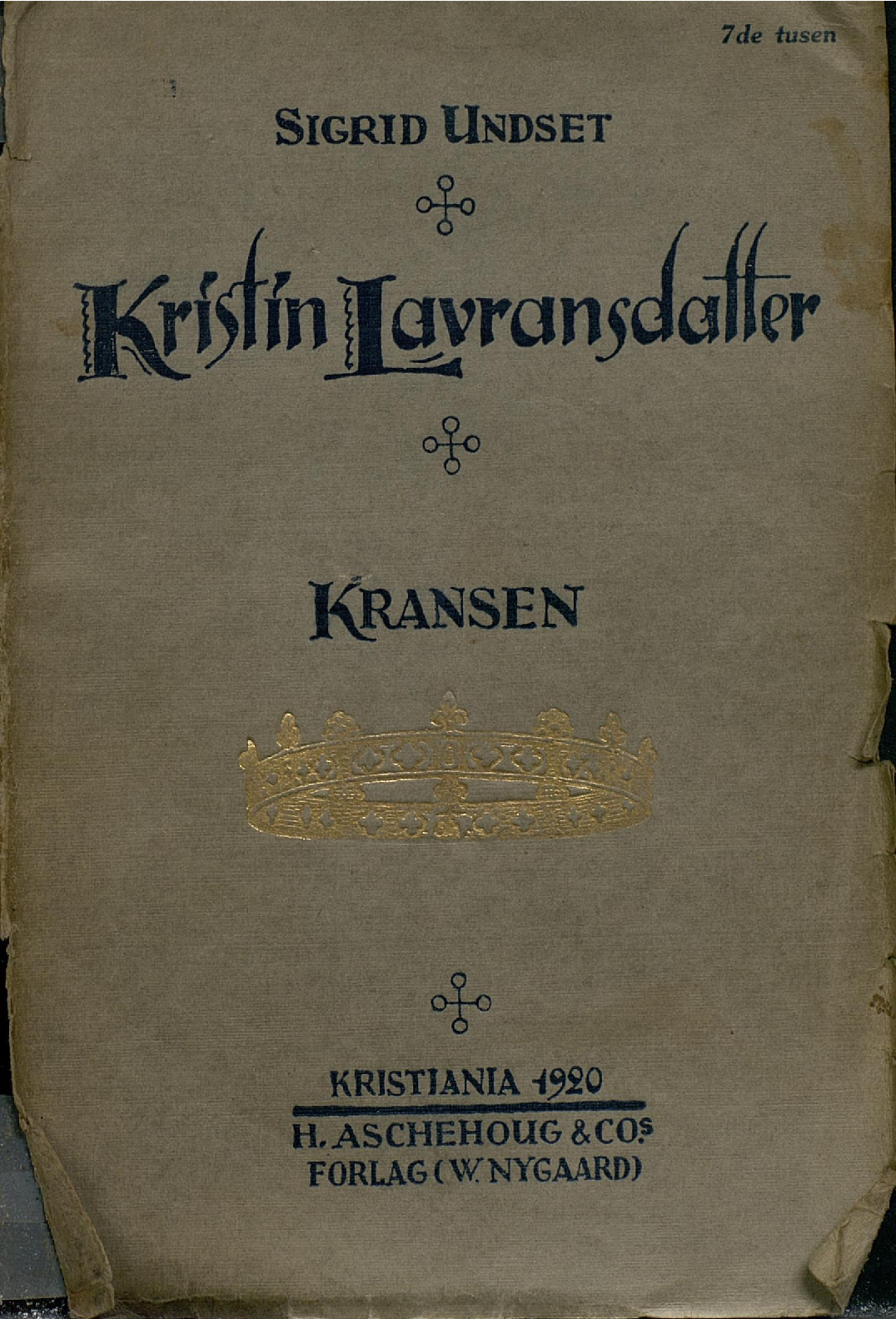

라브란의 딸 크리스틴(Kristin Lavransdatter, 1920-1922)은 노르웨이 여류작가 시그리드 운세트의 역사소설로 <신부의 관(冠)>(1920), <주부>(1921), <십자가>(1922)의 3부로 된 대하소설이다.
스토리의 무대는 1306년부터 1348년까지의 중세 노르웨이이다. 수도원에서 교육을 받고 있던 청순(淸純)하고 아름다운 소녀 크리스틴이 자기를 구해준 미남이며 건달인 기사 에르렌을 사모하여 몸을 맡기게 되어 임신까지 하고 결혼한 남편의 불성실에 화가 나서 별거생활을 한다. 크리스틴은 시몬이라는 숭배자로부터 일생동안 연모(戀慕)를 받는다. 크리스틴은 두 의붓자식을 사랑, 또는 미워하기도 하며 남편과의 사이에서 생긴 여덟 아이를 떠맡게 된다.
크리스틴은 나다로스(현재의 트로니함)의 사원(寺院)으로 순례를 떠나 드디어는 수녀가 되어 당시 유럽을 휩쓴 페스트 환자의 간호에 몰두하고 있는 도중 자기도 페스트에 걸려 죽는다. 이 스토리가 전개되는 가운데 자랑스럽고 완고할 정도로 자아(自我)가 강했던 여자가 죄의식에 참회하고 경건한 카톨릭교도가 되어 죽음의 직전, 신의 은총(恩寵)에 감읍(感泣)한다. 이 작품과 그 다음 작품인 <아우둔의 아들 울라브>는 운세트의 노벨문학상 수상의 계기가 되었다.